# 屈伦
屈伦是德国石勒苏益格－荷尔斯泰因州的一个市镇。总面积16.81平方公里，总人口681人，其中男性346人，女性335人（2011年12月31日），人口密度41人/平方公里。